# Chrám svatého Alexandra Něvského (Varšava)

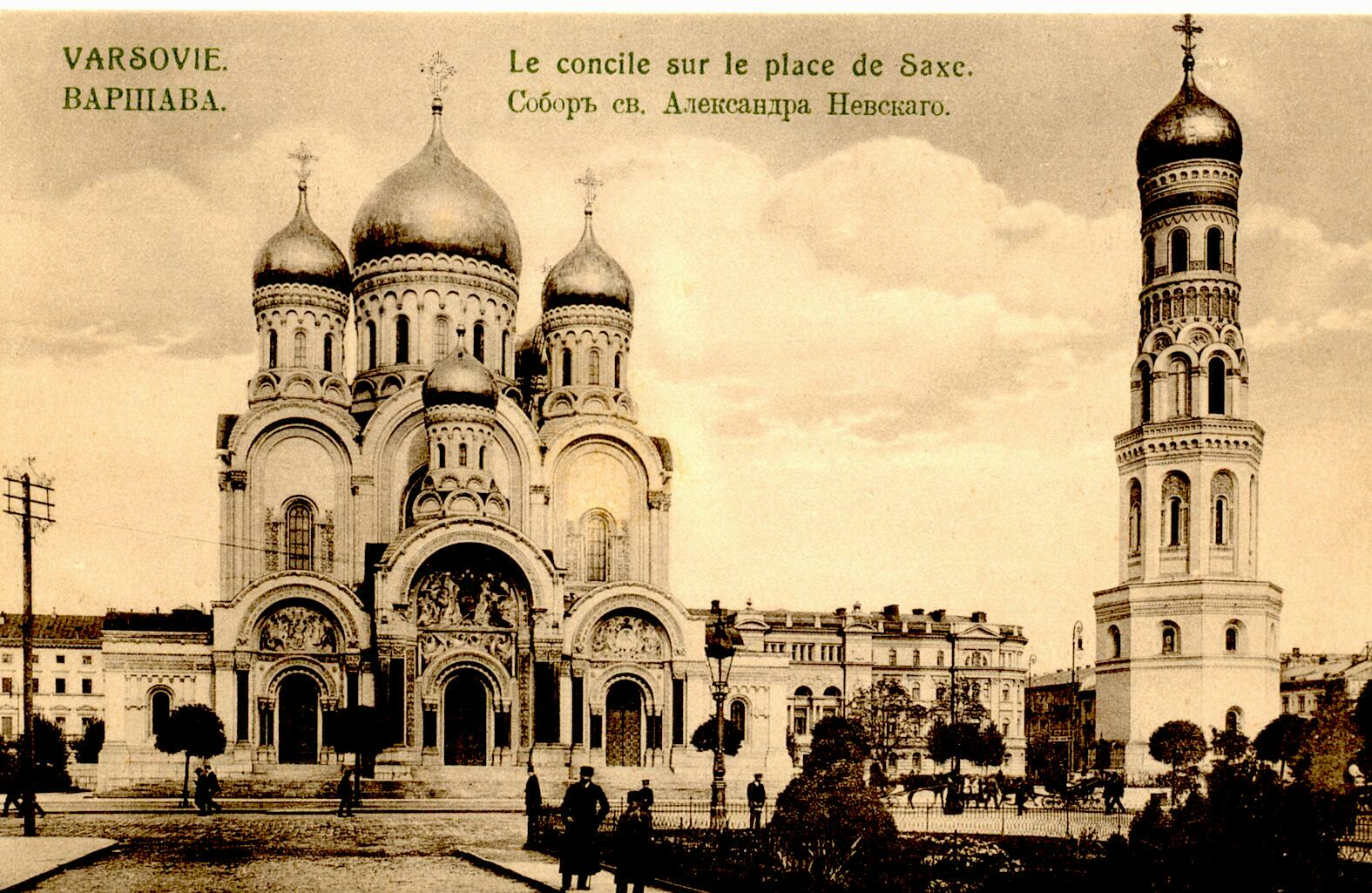
Fotografie z roku 1910

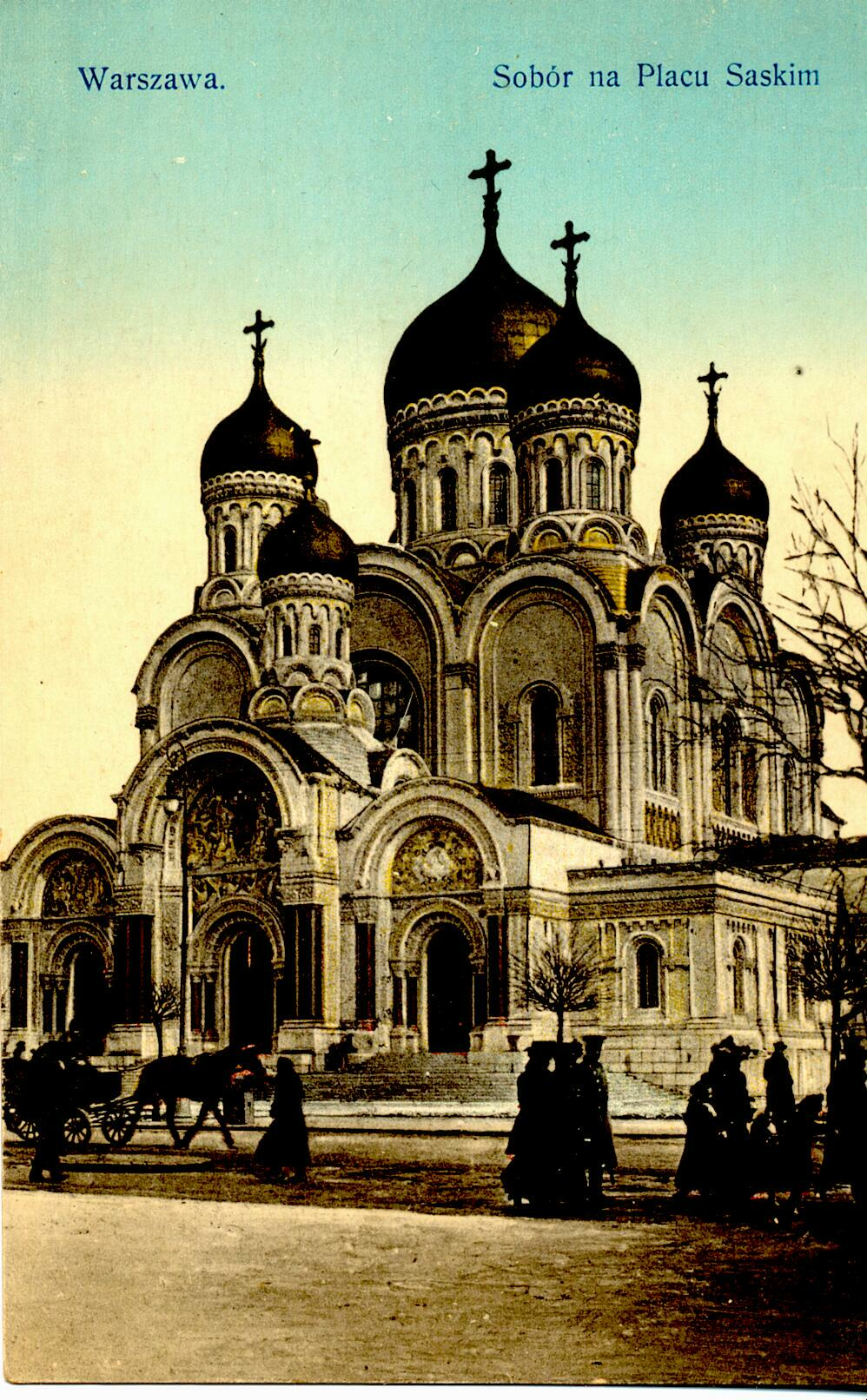
Fotografie z roku 1910

Chrám svatého Alexandra Něvského (polsky Sobór św. Aleksandra Newskiego) byl chrám Ruské pravoslavné církve, vybudovaný v centru polské metropole. Nacházel se na Saskem náměstí, které dnes nese název po Józefu Piłsudském. Jeho stavba měla reprezentovat moc Ruského impéria nad územím připojené části Polska.

## Historie
Chrám byl vybudován v letech 1894 až 1912 podle plánů architekta Leona Benois. Stavbu inicioval tehdejší ruský správce Polska Josip Vladimirovič Gurko, který chtěl vybudovat důstojný pravoslavný chrám pro četné ruské a pravoslavné obyvatelstvo tehdejší Varšavy. Inspiroval se mnoha významnými památkami staroruské architektury. Šlo zejména o skvosty pravoslavného umění z míst Vladimir a Suzdal. Určitou inspiraci představovala i bazilika svatého Marka v Benátkách, který byl postaven v byzantském slohu. Kostel byl postaven z darů ruských šlechticů pravoslavného vyznání a ze sbírek. Základní kámen byl položen dne 30. srpna na svátek svatého Alexandra Něvského. Kromě Josipa V. Gurka se této události zúčastnili představitelé pravoslavné církve z celého Ruska. Chrám byl nakonec vysvěcen 20. května 1912. Jeho zvonice měla výšku 70 metrů a patřila k nejvyšším budovám ve Varšavě. Chrám měl pět pozlacených kopulí. Interiér byl vyzdoben freskami V. Vasnecova a jiných umělců.

## Osudy chrámu po roce 1915
Chrám byl zasvěcen ruskému panovníkovi a národnímu světci Alexandrovi Něvskému. Alexandr Něvský se stal symbolem ruské vojenské síly a dominance pravoslavné víry nad katolicismem. V roce 1915 byl zabrán německými okupačními vojsky a konaly se v něm katolické a evangelické bohoslužby v německém jazyce. Byl přejmenován na Chrám svatého Jindřicha. Po válce byl vrácen pravoslavné církvi, ale nad jeho osudem se vznášelo stále více otazníků. Tento chrám iritoval převážně římskokatolické polské nacionalisty, kteří od vzniku nezávislého polského státu prosazovali jeho zbourání. Viděli v něm symbol ruského samoděržaví a rusifikace předchozího období. Poláci ho vnímali jako symbol ruské nadvlády nad Polskem v období od trojího dělení Polska a Vídeňskeho kongresu až po rok 1918. Proto bylo rozhodnuto v letech 1924 až 1926 chrám z centra města odstranit.